# آکباسار
آکباسار (به لاتین: Akbasar) یک منطقهٔ مسکونی در روسیه است که در باشقیرستان واقع شده‌است.